# Departamento Colón (Entre Ríos)
Das Departamento Colón liegt im Osten der Provinz Entre Ríos im Zentrum Argentiniens und ist eine von 17 Verwaltungseinheiten der Provinz. 
Es grenzt im Norden an das Departamento Concordia, im Osten an Uruguay, im Süden an das Departamento Uruguay und im Westen an die Departamentos San Salvador und Villaguay. 
Die Hauptstadt des Departamento Colón ist das gleichnamige Colón.

## Bevölkerung
Nach Schätzungen des INDEC stieg die Einwohnerzahl 52.718 von Einwohner (2001) auf 62.741 Einwohner im Jahre 2005.

## Städte und Gemeinden
| Kategorie        | Gemeinde    | Bevölkerung | Bürgermeister             | Partei |
| ---------------- | ----------- | ----------- | ------------------------- | ------ |
| Erste Kategorie  | Colón       | 21.100      | Hugo José María Marsó     | PJ     |
| Erste Kategorie  | San José    | 14.965      | Eduardo Abel Jourdan      | PJ     |
| Erste Kategorie  | Villa Elisa | 9.334       | Marcelo Alejandro Monfort | UCR    |
| Zweite Kategorie | Ubajay      | 2.334       | Aníbal Ramón Williman     | PJ     |

Weitere Orte im Departamento sind:
- Arroyo Barú
- Colonia Hocker
- Colonia San Anselmo y Aledañas
- Hambis
- La Clarita
- Pueblo Cazes
- Pueblo Liebig